# Soungoutou Magassa
Soungoutou Magassa, né le 8 octobre 2003 à Stains en France, est un footballeur français qui joue au poste de milieu de terrain ou de défenseur central à l'AS Monaco.

## Biographie

### En club
Né à Stains en France, Soungoutou Magassa grandit à Sucy-en-Brie habitant le quartier de La Procession, et débute dans le club local ;
il intègre ensuite l'US Lusitanos de Saint-Maur et le FC Gobelins, avant de rejoindre l'AS Monaco en 2018, où il poursuit sa formation. Le 30 avril 2021, à 17 ans, il signe son premier contrat professionnel avec Monaco, d'une durée de trois ans.
Magassa fait sa première apparition en professionnel le 2 janvier 2022, à l'occasion d'une rencontre de coupe de France face à l'US Quevilly. Il entre en jeu à la place de Wissam Ben Yedder et les Monégasques s'imposent sur le score de trois buts à un,. Il joue son premier de Ligue 1 face au Stade rennais le 13 août 2022. Il entre en jeu à la place de Wissam Ben Yedder et les deux équipes se neutralisent (1-1 score final).
Magassa parvient lors de la saison 2023-2024 sous les ordres du nouvel entraineur Adi Hütter à davantage obtenir de temps de jeu en défense centrale monégasque, lui qui est milieu de terrain de formation. Le 7 janvier 2024, il qualifie son équipe aux tirs au but en envoyant le dernier tir au but monégasque en pleine lucarne en 32èmes de finale de la Coupe de France sur le terrain du RC Lens.
Le 27 novembre 2024, il marque son premier but en professionnel contre le SL Benfica en phase de ligue de la Ligue des Champions d'une frappe à ras de terre. Lors du dernier match de la saison perdu quatre à zéro sur le terrain du RC Lens, il récolte un carton rouge direct à la 52e minute de jeu.

### En sélection
Soungoutou Magassa est éligible pour jouer pour la France et le Mali en sélection. Il représente l'équipe de France des moins de 20 ans, jouant son premier match le 21 septembre 2022 contre la Tunisie (0-0 score final). Magassa est retenu avec les moins de 20 ans pour participer à la coupe du monde des moins de 20 ans en 2023.
Le 5 octobre 2023, Magassa est convoqué pour la première fois avec l'équipe de France espoirs par le sélectionneur Thierry Henry.
Le 8 juillet 2024, il figure dans la liste définitive des 18 joueurs convoqués par Thierry Henry pour participer aux Jeux olympiques d'été 2024 à Paris et emporte la médaille d'argent.
En juin 2025, il est sélectionné pour participer à l'Euro espoirs.  

## Statistiques
| Saison                | Club                  | Championnat           | Championnat | Championnat | Championnat | Coupe(s) nationale(s) | Coupe(s) nationale(s) | Coupe(s) nationale(s) | Supercoupe | Supercoupe | Supercoupe | Compétition(s) continentale(s) | Compétition(s) continentale(s) | Compétition(s) continentale(s) | Compétition(s) continentale(s) | Total | Total | Total |
| Saison                | Club                  | Division              | M.          | B.          | P.d.        | M.                    | B.                    | P.d.                  | M.         | B.         | P.d.       | Comp.                          | M.                             | B.                             | P.d.                           | M.    | B.    | P.d.  |
| 2021-2022             | AS Monaco             | Ligue 1               | -           | -           | -           | 1                     | 0                     | 0                     | -          | -          | -          | C3                             | -                              | -                              | -                              | 1     | 0     | 0     |
| 2022-2023             | AS Monaco             | Ligue 1               | 2           | 0           | 0           | 1                     | 0                     | 0                     | -          | -          | -          | C3                             | -                              | -                              | -                              | 3     | 0     | 0     |
| 2023-2024             | AS Monaco             | Ligue 1               | 21          | 0           | 0           | 1                     | 0                     | 0                     | -          | -          | -          | -                              | -                              | -                              | -                              | 22    | 0     | 0     |
| 2024-2025             | AS Monaco             | Ligue 1               | 21          | 0           | 1           | 2                     | 0                     | 0                     | 1          | 0          | 0          | C1                             | 7                              | 1                              | 0                              | 31    | 1     | 1     |
| 2025-2026             | AS Monaco             | Ligue 1               | -           | -           | -           | -                     | -                     | -                     | -          | -          | -          | C1                             | -                              | -                              | -                              | 0     | 0     | 0     |
| Total sur la carrière | Total sur la carrière | Total sur la carrière | 44          | 0           | 1           | 5                     | 0                     | 0                     | 1          | 0          | 0          | -                              | 7                              | 1                              | 0                              | 57    | 1     | 1     |

## Palmarès
| AS Monaco                                                                                    | France olympique                               |
| -------------------------------------------------------------------------------------------- | ---------------------------------------------- |
| - Championnat de France : - Vice-champion : 2024. - Trophée des Champions - Finaliste : 2024 | - Jeux olympiques : - Médaillé d'argent : 2024 |

## Décorations
- Chevalier de l'ordre national du Mérite (2024)[15]